# تراميتينيب
تراميتينيب( Trametinib )، الذي يباع تحت الإسم التجاري مكينيست( Mekinist )، هو دواء يستخدم لعلاج أنواع معينة من سرطان الجلد، و سرطان الرئة ذو الخلايا غير الصغيرة، و سرطان الغدة الدرقية الكشمي.   تحديدا و بصفة عامة لعلاج السرطانات التي تحتوي على طفرة BRAF V600E.  و يؤخذ عن طريق الفم. 
تشمل الآثار الجانبية الشائعة له على؛ الطفح الجلدي و الإسهال و التعب و التورم و الغثيان و الحمى.  قد تشمل الآثار الجانبية الأخرى على الإصابة بالسرطانات الجديدة و النزيف و التهاب القولون و الجلطات الدموية و فشل القلب.  أما استخدامه أثناء فترة الحمل فقد يضر الجنين.  و هو مثبط لـ MEK و يمنع كلاً من MEK1 و MEK2 . 
تمت الموافقة على استخدام التراميتينيب طبيًا في الولايات المتحدة في عام 2013 و أوروبا في 2014.   في المملكة المتحدة، يكلف شهر العلاج هيئة الخدمات الصحية الوطنية حوالي 4800 جنيه إسترليني اعتبارًا من عام 2021.  و يكلف هذا القدر في الولايات المتحدة حوالي 13200 دولار أمريكي. 